# ND Stevenson
Nate Diana Stevenson lub ND Stevenson (ur. 31 grudnia 1991 w Columbii, Karolina Południowa) – amerykański artysta i ilustrator. Autor komiksu „Nimona” i współautor serii „Lumberjanes”, laureat Nagrody Eisnera za oba tytuły. Twórca i producent serialu animowanego „She-Ra i księżniczki mocy”.

## Edukacja
ND Stevenson studiował ilustrację na Maryland Institute College of Art, gdzie w 2013 zrobił licencjat ze sztuk pięknych. W ramach zadania na jedno z zajęć stworzył postać Nimony. Latem 2012 zaczął publikować w internecie komiks, w którym Nimona była tytułową bohaterką. W tym samym roku Stevenson podpisał kontrakt z wydawnictwem HarperCollins, którego przedstawiciel zaoferował wydanie „Nimony” jako powieści graficznej. Komiks posłużył artyście jako praca dyplomowa.

## Kariera

### Komiks
Już przed publikacją „Nimony” Stevenson zdobył grono fanów na portalu Tumblr, gdzie publikował pod pseudonimem „gingerhaze”. Tworzył fanart, m.in. komiks „Broship of the Rings” będący przedstawieniem bohaterów Władcy Pierścieni jako grupy przyjaciół wybierających się w podróż we współczesnym świecie. Latem 2012 zaczął staż w wydawnictwie BOOM! Studios w Los Angeles, z którym współtworzył serię komiksów „Lumberjanes”. W 2015 pracował jako pisarz w Marvel Studios przy komiksach „Runaways” i „Thor: Annual”. W tym samym roku zilustrował komiks „Sensation Comics Featuring Wonder Woman #8" dla DC Comics.

### Animacja
W roku 2015 Stevenson pracował jako scenarzysta przy drugim sezonie serialu animowanego W tę i nazad.
Od grudnia 2017 Stevenson był producentem serialu „She-Ra i księżniczki mocy” dla studia DreamWorks Animation. Pierwszy sezon został wyemitowany 16 listopada 2018 na platformie Netflix. Seria zakończyła się 5. sezonem 15 maja 2020.

### Inne prace
ND Stevenson stworzył okładkę do powieści „Fangirl” autorstwa Rainbow Rowell oraz do „To Be or Not To Be: A Chooseable-Path Adventure” autorstwa Ryana Northa.
3 marca 2020 wydał „The Fire Never Goes Out” – pamiętnik będący zbiorem wspomnień i autobiograficznych komiksów.

## Nagrody
W 2012 zdobył nagrodę Cartoonist Studio Prize przyznawaną przez magazyn Slate, w kategorii Najlepszy Komiks Internetowy za swoją pracę nad „Nimoną”. Stevenson jest laureatem trzech nagród Eisnera: w 2015 za serię „Lumberjanes” w kategoriach Najlepsza Nowa Seria i Najlepsza publikacja dla nastolatków oraz w 2016 za graficzną powieść „Nimona” w kategorii Najlepszy album graficzny: reprint. Seria „Lumberjanes” w 2016 zdobył Nagrodę Harveya w kategorii najlepsza oryginalna publikacja dla młodszych czytelników i GLAAD Media Award w kategorii wybitny komiks.

## Życie prywatne
We wrześniu 2019 wziął ślub z rysowniczką i pisarką Molly Ostertag. Stevenson jest męską osobą niebinarną i używa zaimków he/him w języku angielskim.